# Acricotopus melanops
Acricotopus melanops är en tvåvingeart som först beskrevs av Jean-Jacques Kieffer 1921.  Acricotopus melanops ingår i släktet Acricotopus och familjen fjädermyggor.
Artens utbredningsområde är Polen. Inga underarter finns listade i Catalogue of Life.